# Subducção

Detalhe de uma zona de subducção (subduction zone).

A subducção de placas é o processo de afundamento de uma placa litosférica sob outra num limite convergente, segundo a teoria de tectónica de placas. A subducção ocorre ao longo de amplas zonas de subducção que no presente se concentram nas costas do oceano Pacífico, no chamado Anel de Fogo do Pacífico, mas também há zonas de subducção em partes do mar Mediterrâneo, das Antilhas, das Antilhas do Sul e na costa índica da Indonésia.
A subducção é causada por duas forças tectónicas: uma que provém da pressão das dorsais oceânicas (inglês: ridge-push) e outra, mais significativa, que é consequência da pressão exercida pelas placas (inglés: slab-pull).
A subducção provoca sismos recorrentes de grande magnitude, e que se originam na zona de Benioff. A subducção também causa a fusão parcial de parte do manto terrestre gerando magma que ascende, dando lugar a vulcões.
O ângulo de subducção, o ângulo que forma o plano da zona de Wadati-Benioff com a superfície terrestre, pode variar de cerca de 90° nas Marianas a apenas 10° no Peru.
A crusta oceânica que está em vias de ser subductida na fossa das Marianas é a crusta oceânica mais antiga da Terra sem contar ofiolitos. A subducção empinada está associada à extensão do retroarco, provocando a migração de crusta dos arcos vulcânicos e fragmentos de crusta continental, deixando atrás um mar marginal.